# Richard Wolstencroft

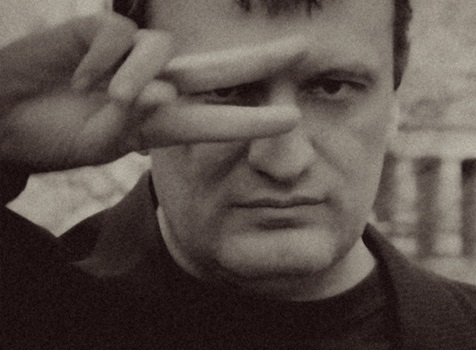
Photographie de Richard Wolstencroft

Richard Wolstencroft (né le 23 avril 1969 à Melbourne, en Australie) est un acteur, réalisateur, scénariste et producteur australien.

## Filmographie

### Comme acteur
- 1986 : Marauders
- 1992 : Bloodlust : Cell Phone
- 1996 : Flynn : Nightclub Man
- 1999 : Pearls Before Swine : Julius Ruben
- 2000 : Extremism Breaks My Balls : Right-Wing Extremist
- 2003 : Lesbo-A-Go-Go : Dr. Geese
- 2004 : Defenceless : The Stepfather

### Comme réalisateur
- 1992 : Bloodlust
- 1994 : The Intruder
- 1999 : Pearls Before Swine
- 2010 : The Beautiful and Damned

### Comme scénariste
- 1992 : Bloodlust
- 1999 : Pearls Before Swine
- 2010 : The Beautiful and Damned

### Comme producteur
- 1986 : Marauders
- 2010 : The Beautiful and Damned